# Robert Short
Robert Short é um maquiador estadunidense. Venceu o Oscar de melhor maquiagem e penteados na edição de 1989 por Beetlejuice, ao lado de Ve Neill e Steve La Porte.